# Dreamtime
Dreamtime es el álbum debut de la banda inglesa de hard rock The Cult. Lanzado el 10 de septiembre de 1984, alcanzó el puesto #21 en el Reino Unido, y más tarde fue certificado disco de platino por la BPI, luego de haber vendido 60 000 copias. El primer sencillo, "Spiritwalker", subió al puesto #1 en las listas Indie del Reino Unido.

## Lista de canciones
Todas las canciones fueron escritas por Ian Astbury y Billy Duffy, excepto donde se indica.
Lado Uno
1. "Horse Nation" – 3:45
2. "Spiritwalker" – 3:39
3. "83rd Dream" – 3:38
4. "Butterflies" – 3:00
5. "Go West" – 3:59

Lado Dos
1. "Gimmick" – 3:33
2. "A Flower in the Desert" (Ian Astbury, Barry Jepson, David Burroughs) – 3:42
3. "Dreamtime" – 2:47
4. "Rider in the Snow" – 3:11
5. "Bad Medicine Waltz" – 5:55

### CD bonus tracks
1. "Bone Bag" – 3:47
2. "Sea and Sky" – 3:32
3. "Ressurection Joe" – 6:07
4. "Love Removal Machine"
5. "Zap City"

## Créditos
- Ian Astbury - voz
- Billy Duffy - guitarra
- Jamie Stewart – bajo
- Nigel Preston - percusión